# Armenzano
Armenzano is een plaats (frazione) in de Italiaanse gemeente Assisi, provincie Perugia, regio Umbrië. Het dorp ligt 8 kilometer ten oosten van Assisi, op de oostelijke helling van de Monte Subasio op een hoogte van 740 meter. Armenzano heeft 34 inwoners (2009).
De naam komt van het Latijnse armentum, dat kudde betekent.
Centraal in het dorp ligt het 13e-eeuwse kasteel Castello di Armenzano. Kasteelheer graaf Napoleone di Umbertino dei Monaldi zou bevriend zijn geweest met Franciscus van Assisi en hem regelmatig hebben uitgenodigd in het kasteel. In diezelfde periode was Armenzano een onderdeel van Spello en behoorde het tot het bezit van het Hertogdom Spoleto. Later werd het dorp verkocht aan Assisi, waarvan het in 1860 een stadsdeel werd.
Armenzano ligt in het Parco del Monte Subasio.